# Epiterobia reticulatithorax
Epiterobia reticulatithorax är en stekelart som beskrevs av Girault 1914. Epiterobia reticulatithorax ingår i släktet Epiterobia och familjen puppglanssteklar. Inga underarter finns listade i Catalogue of Life.